# Hitra na Island Games 2009
Reprezentacja Hitry na Island Games 2009 na Wyspach Alandzkich (Finlandia) liczyła trzydziestu pięciu zawodników obojga płci (dwadzieścia osiem kobiet i siedmiu mężczyzn). Uczestniczyli oni w pięciu dyscyplinach sportowych - golfie, lekkoatletyce, piłce nożnej, siatkówce i strzelectwie.
Jest to dziesiąty występ reprezentacji Hitry na Island Games. Pierwszy raz pojawiła się w roku 1985, podczas pierwszej edycji imprezy. Następnie pojawiła się w kolejnych dwóch latach, by zniknąć i zjawić się znów w roku 1997, kiedy zawody odbyły się na Jersey. Od tamtej pory występuje nieprzerwanie.

## Zdobyte medale
| Medal  | Zawodnik     | Dyscyplina    | Konkurencja                  |
| ------ | ------------ | ------------- | ---------------------------- |
| Srebro | Turi Malme   | Lekkoatletyka | Półmaraton                   |
| Srebro | Jørgen Olsen | Strzelectwo   | Pistolet szybkostrzelny 25 m |

## Reprezentanci

### Golf
Hitra wystawiła czterech golfistów na zmagania Island Games 2009. Wszyscy byli mężczyznami i nie zajęli znaczących pozycji zarówno w klasyfikacji indywidualnej, jak i drużynowej. Najlepiej ze wszystkich poradził sobie Odd Martin Heggvik, który zajął indywidualnie sześćdziesiątą szóstą pozycję. Pozostali gracze nie wyszli z pierwszej siedemdziesiątki, a byli to: Roger Athammer (siedemdziesiąte pierwsze miejsce), Leif Fordal (siedemdziesiąte trzecie) oraz Jan Kristoffersen (siedemdziesiąte czwarte). Drużynowo reprezentacja Hitry zajęła ostatnie, dziewiętnaste miejsce.
Golfiści indywidualnie
| Poz.   | Zawodnik           | 1. r. | 2. r. | 3. r. | 4. r. | Suma | Medal |
| ------ | ------------------ | ----- | ----- | ----- | ----- | ---- | ----- |
| 66./74 | Odd Martin Heggvik | 95    | 110   | 98    | 97    | 400  |       |
| 71./74 | Roger Athammer     | 116   | 110   | 102   | 108   | 436  |       |
| 73./74 | Leif Fordal        | 101   | 119   | 110   | 117   | 447  |       |
| 74./74 | Jan Kristoffersen  |       |       |       |       |      |       |

Golfiści drużynowo
| Poz.   | Zawodnik           | 1. r. | 2. r. | 3. r. | 4. r. | Suma | Medal |
| ------ | ------------------ | ----- | ----- | ----- | ----- | ---- | ----- |
| 19./19 | Roger Athammer     | 312   | 332   | 310   | 322   | 1276 |       |
| 19./19 | Leif Fordal        | 312   | 332   | 310   | 322   | 1276 |       |
| 19./19 | Odd Martin Heggvik | 312   | 332   | 310   | 322   | 1276 |       |
| 19./19 | Jan Kristoffersen  | 312   | 332   | 310   | 322   | 1276 |       |

### Lekkoatletyka
Hitra była reprezentowana w lekkoatletyce przez trzech sportowców – dwie kobiety i jednego mężczyznę. Wszyscy występowali w biegach.
Najlepsza spośród zawodniczek tego kraju okazała się Turi Malme, która wystąpiła w dwóch konkurencjach – biegu na 10 000 metrów oraz półmaratonie. W pierwszej z nich biegaczka zajęła w finale czwarte miejsce zaraz za podium, natomiast w drugiej udało jej się dobiec drugą, czym zapewniła sobie srebrny medal.
Druga biegaczka, Tonje Moen Slenes, wzięła udział w biegu na 800 metrów i biegu na 1500 metrów. W pierwszej z tych dwóch konkurencji udało jej się zdobyć piąte miejsce, natomiast w drugiej uzyskała siódmą pozycję.
Jedyny mężczyzna w tej dyscyplinie, Kenneth Stensen, biegał na 5000 metrów i 10 000 metrów. Zarówno w jednej, jak i w drugiej dyscyplinie nie zajął najwyższych lokat – kolejno jedenaste i dwunaste miejsce.
| Zawodnik          | Konkurencja      | Eliminacje | Eliminacje | Finał          | Finał          | Medal |
| Zawodnik          | Konkurencja      | Wynik      | Pozycja    | Wynik          | Pozycja        | Medal |
| ----------------- | ---------------- | ---------- | ---------- | -------------- | -------------- | ----- |
| Tonje Moen Slenes | Bieg na 800 m    | 2.30.44    | 5./5       | nie awansowała | nie awansowała |       |
| Tonje Moen Slenes | Bieg na 1500 m   | 5.10.94    | 7./7       | nie awansowała | nie awansowała |       |
| Kenneth Stensen   | Bieg na 5000 m   | -          | -          | 18.33.09       | 11./11         |       |
| Kenneth Stensen   | Bieg na 10 000 m | -          | -          | 39.38.70       | 14./14         |       |
| Turi Malme        | Bieg na 10 000 m | -          | -          | 38.45.52       | 4./11          |       |
| Turi Malme        | Półmaraton       | -          | -          | 1.23.52        | 2./20          |       |

### Piłka nożna
Hitra wystawiła jedynie żeńską reprezentację piłkarską na Island Games 2009. Drużyna składała się z osiemnastu zawodniczek: Miriam Baglund, Ida Johansen Bjørgan, Ingvill Børø, Anette Helsø, Tone Helsø, Ann Bodil Kosberg, Brita Kristoffersen, Emilie Baglo Lund, Sara Baglo Lund, Sawika Namphun, Mona Nygård, Hege Ostmark, Gunnhild Ranheim, Kjersti Ronningen, Kirsti Sandstad, Lillian Vollan, Gunnhild Wingan oraz Synnøve Mjør Wingan. Zawodniczki te nie wyszły z fazy grupowej odnotowując trzy porażki i tylko jeden remis. Brita Kristoffersen oraz Sawika Namphun wystąpiły także w reprezentacji siatkarskiej.

#### Tabele i wyniki
| Zespół             | Pld | W | D | L | GF | GA | GD  | Pts |
| ------------------ | --- | - | - | - | -- | -- | --- | --- |
| Wyspa Man          | 4   | 4 | 0 | 0 | 25 | 3  | +22 | 12  |
| Wight              | 4   | 3 | 0 | 1 | 8  | 4  | +4  | 9   |
| Hebrydy Zewnętrzne | 4   | 2 | 0 | 2 | 10 | 16 | +4  | 6   |
| Guernsey           | 4   | 0 | 1 | 3 | 3  | 13 | -10 | 1   |
| Hitra              | 4   | 0 | 1 | 3 | 3  | 23 | -20 | 1   |

| 28 czerwca 2009 19:00 | Hitra · Synnøve Mjør Wingan 63' · Kirsti Sandstad 80' | 2-20-0 | Guernsey · 83' 90' Rochelle Vaudin | Markusböle, Finström Sędzia: Mikko Mörö |
|                       |                                                       |        |                                    |                                         |

| 30 czerwca 2009 14:00 | Wyspa Man · Donna Shimmin 12' 18' 38' 52' 53' 62' 73' · Jade Burden 37' 39' · Kym Hicklin 45' · Eleanor Gawne 58' · Kym Hicklin 76' · Gillian Christian 87' | 13-06-0 | Hitra | Solvallen, Eckerö Sędzia: Ivana Zukovski |
|                       | |         |       |                                          |

| 1 lipca 2009 19:00 | Hebrydy Zewnętrzne · Sinead Macleod 3' 17' 90' · Jenna Isabelle Marina Stewart 65' | 4-12-1 | Hitra · 2' Sara Baglo Lund | Solvallen, Eckerö Sędzia: Josef Fagerholm |
|                    |                                                                                    |        |                            |                                           |

| 2 lipca 2009 19:00 | Hitra | 0-40-3 | Wight · 4' Sarah Wright · 23' Emma Webb · 37' 71' Lauren Crews | Solvallen, Eckerö Sędzia: Piia Jäntti |
|                    |       |        |                                                                |                                       |

### Siatkówka
Reprezentacja Hitry w siatkówce wystąpiła jedynie w konkurencji żeńskiej. Do drużyny należało dziesięć pań i były to: Martine Aune, Anniken Eide, Elin Beate Elstad, Sanna Fjeldvær, Sara Fjeldvær, Tone Alice Karlsen, Brita Kristoffersen, Nutchanhart Namphun, Sawika Namphun oraz Heidi Nilsen. Brita Kristoffersen oraz Sawika Namphun wystąpiły także w turnieju piłkarskim. Reprezentacja ta przegrała cztery z pięciu meczów, a następnie uległa w spotkaniu o dziewiąte miejsce Gotlandii, co uplasowało ją ostatecznie na dziesiątej pozycji.

#### Tabele i wyniki
| Grupa B         | Grupa B | Grupa B | Grupa B   | Grupa B | Grupa B   | Grupa B  | Grupa B   | Grupa B   | Grupa B   | Grupa B |
| Drużyna         | Mecze   | Wygrane | Przegrane | Sety    | Sety      | Sety     | M. Punkty | M. Punkty | M. Punkty | Punkty  |
| Drużyna         | Mecze   | Wygrane | Przegrane | Wygrane | Przegrane | Stosunek | Zdobyte   | Stracone  | Stosunek  | Punkty  |
| --------------- | ------- | ------- | --------- | ------- | --------- | -------- | --------- | --------- | --------- | ------- |
| Sarema          | 5       | 5       | 0         | 15      | 0         | 15       | 375       | 209       | 1.87      | 10      |
| Bermudy         | 5       | 4       | 1         | 12      | 4         | 3        | 371       | 266       | 1.39      | 9       |
| Wyspy Alandzkie | 5       | 3       | 2         | 9       | 8         | 1.13     | 344       | 367       | 0.94      | 8       |
| Rodos           | 5       | 2       | 3         | 9       | 9         | 1        | 373       | 380       | 0.98      | 7       |
| Hitra           | 5       | 1       | 4         | 3       | 13        | 0.23     | 276       | 387       | 0.71      | 6       |
| Guernsey        | 5       | 0       | 5         | 1       | 15        | 0.07     | 259       | 397       | 0.65      | 5       |

28 czerwca 2009, 11:00
Baltichallen, Mariehamn
|  | Hitra | 0:3(20:25, 18:25, 20:25) | Wyspy Alandzkie |  |
|  |       | 0:3(20:25, 18:25, 20:25) |                 |  |

29 czerwca 2009, 20:15
Baltichallen, Mariehamn
|  | Hitra | 0:3(8:25, 16:25, 13:25) | Bermudy |  |
|  |       | 0:3(8:25, 16:25, 13:25) |         |  |

30 czerwca 2009, 8:45
Baltichallen, Mariehamn
|  | Rodos | 3:0(25:13, 25:19, 25:21) | Hitra |  |
|  |       | 3:0(25:13, 25:19, 25:21) |       |  |

1 lipca 2009, 15:30
Baltichallen, Mariehamn
|  | Sarema | 3:0(25:14, 25:7, 25:10) | Hitra |  |
|  |        | 3:0(25:14, 25:7, 25:10) |       |  |

2 lipca 2009, 13:15
Baltichallen, Mariehamn
|  | Hitra | 3:1(25:23, 22:25, 25:19, 25:20) | Guernsey |  |
|  |       | 3:1(25:23, 22:25, 25:19, 25:20) |          |  |

Mecz o 9. miejsce

3 lipca 2009, 14:30
Baltichallen, Mariehamn
|  | Gotlandia | 3:1(25:23, 25:15, 20:25, 25:21) | Hitra |  |
|  |           | 3:1(25:23, 25:15, 20:25, 25:21) |       |  |

### Strzelectwo
Hitrę na Island Games 2009 reprezentowało dwóch zawodników w strzelectwie. Pierwszy z nich, Jørgen Olsen, wziął udział w czterech konkurencjach. Najlepiej poradził sobie w strzelaniu z pistoletu szybkostrzelnego na 25 metrów, gdzie wywalczył drugie miejsce, a tym samym srebrny medal. W pozostałych konkurencjach poszło mu już gorzej - pistolet standardowy 25 m (4. miejsce), pistolet dowolny 50 m (7. miejsce) oraz pistolet centralnego zapłonu 25 m (10. miejsce). Drugim zawodnikiem Hitry był Bjørn Rønningen, który poradził sobie znacznie gorzej od swojego rodaka. Brał udział w dwóch konkurencjach - karabin małokalibrowy leżąc 50 m, gdzie nie przeszedł rundy eliminacyjnej oraz w trzech postawach (3x20) na 50 m, gdzie zajął 11. miejsce.
| Zawodnik        | Konkurencja                       | Wyniki | Wyniki | Wyniki | Wyniki | Wyniki | Wyniki | Wyniki | Wyniki  | Medal |
| Zawodnik        | Konkurencja                       | 1. r   | 2. r   | 3. r   | 4. r   | 5. r   | 6. r   | Suma   | Pozycja | Medal |
| --------------- | --------------------------------- | ------ | ------ | ------ | ------ | ------ | ------ | ------ | ------- | ----- |
| Jørgen Olsen    | Pistolet centralnego zapłonu 25 m | 88     | 86     | 91     | 93     | 91     | 92     | 541    | 10./15  |       |
| Jørgen Olsen    | Pistolet szybkostrzelny 25 m      | 93     | 90     | 77     | 93     | 88     | 76     | 517    | 2./13   |       |
| Jørgen Olsen    | Pistolet standardowy 25 m         | 93     | 93     | 87     | 87     | 86     | 87     | 533    | 4./16   |       |
| Jørgen Olsen    | Pistolet dowolny 50 m             | 83     | 79     | 85     | 88     | 79     | 79     | 493    | 7./11   |       |
| Bjørn Rønningen | Karabin małokalibrowy leżąc 50 m  | 95     | 85     | 92     | 84     | 92     | 90     | 538    | 9./10   |       |
| Bjørn Rønningen | Trzy postawy(3x20) na 50m         | 91     | 95     | 45     | 52     | 78     | 80     | 441    | 11./13  |       |